# Roboute Guilliman
Roboute Guilliman is een personage uit het Warhammer 40,000-universum, gecreëerd door Games Workshop als onderdeel van de oorspronkelijke lore voor het tafelspel. Hij is een Primarch, een genetisch gemanipuleerde zoon van de God-Imperator van de Mensheid, en de leider van de Ultramarines, een van de oorspronkelijke legioenen van de Adeptus Astartes. 
Guilliman staat bekend als een briljant strateeg en hervormer; hij schreef de Codex Astartes, het standaardwerk voor Space Marine-organisatie. Na eeuwen in stasis te hebben doorgebracht, keert hij in de 42e millennium terug tot het leven en wordt hij benoemd tot Regent van het Imperium van de Mensheid tijdens de Indomitus-kruistocht, waarin hij probeert orde en stabiliteit te herstellen in een rijk dat op de rand van instorting balanceert.

## Achtergrond
Roboute Guilliman is de Primarch van de Ultramarines en een van de twintig genetisch gemanipuleerde zonen van de God-Imperator van de Mensheid. Als kind werd hij tijdens de verspreiding van de Primarchs door het Warp naar de planeet Macragge geslingerd, waar hij werd opgevoed door de edelman Konor Guilliman. Daar groeide hij uit tot een briljant strateeg en staatsman, en bracht de wereld tot bloei met wetten, discipline en militaire kracht. Toen de God-Imperator hem uiteindelijk vond, kreeg Guilliman het bevel over zijn genetisch verwante legioen, dat hij transformeerde tot het grootste en meest efficiënte van de oorspronkelijke Adeptus Astartes-legioenen.
Tijdens de Grote Kruistocht verwierf Guilliman faam als veroveraar en hervormer. Zijn nalatenschap werd het duidelijkst zichtbaar in de vorm van de Codex Astartes — een doctrine die niet alleen de structuur en tactiek van de Space Marines vastlegde, maar ook diende als model voor discipline binnen het Imperium zelf. In de nasleep van de Horus Heresy, waarin hij vocht aan de zijde van de loyalisten, leidde hij de reorganisatie van het Imperium en trachtte hij stabiliteit te herstellen te midden van chaos en verraad.
Zijn heerschappij eindigde abrupt toen hij een duel uitvocht met zijn gevallen broer Fulgrim van de Emperor’s Children. Guilliman raakte dodelijk gewond en werd in een stasisveld geplaatst op Macragge, waar hij gedurende tienduizend jaar als een reliek werd vereerd, maar nooit vergeten.
Pas in het 42e millennium werd hij hersteld dankzij de technologie van de Adeptus Mechanicus en de hulp van de Ynnari, een splintergroep van de Eldar. Guilliman keerde terug tot het leven als de enige actieve Primarch en werd uitgeroepen tot Regent van het Imperium. In deze nieuwe rol leidt hij de Indomitus-kruistocht, een wanhopige poging om het verscheurde rijk opnieuw samen te brengen en het voortbestaan van de mensheid veilig te stellen te midden van de dreiging van Tyraniden, Chaos en een falend administratief apparaat.
Hoewel hij door velen wordt aanbeden als een heilige figuur, worstelt Guilliman zelf met de realiteit van een Imperium dat hem als een halfgod beschouwt. Zijn geloof in rede en orde botst met de religieuze hysterie van de Ecclesiarchy. Toch blijft hij trouw aan zijn missie: het verdedigen van de mensheid, zelfs als hij haar niet altijd begrijpt. In hem leeft niet alleen de wil van de God-Imperator voort, maar ook het laatste sprankje hoop op hervorming binnen een stervend rijk.

## Miniatuur en spelregels
Roboute Guilliman kreeg zijn eerste moderne miniatuuruitgave in 2017, als onderdeel van de Gathering Storm: Rise of the Primarch-campagneset, waarin zijn terugkeer naar het leven centraal stond. Deze plastic miniatuur toont Guilliman in zijn post-stasis gedaante als Regent van het Imperium tijdens de Indomitus-kruistocht. Hij draagt een met goud omlijste harnas van het type Armor of Fate – een ceremoniële maar functionele oorlogsbewerking, voorzien van het keizerlijk zegel, aquila-symbolen en talrijke relieken. In zijn rechterhand hanteert hij het Emperor’s Sword, een machtig keizerlijk artefact, terwijl hij in zijn linker de Hand of Dominion draagt: een energievuist met ingebouwde bolter. Zijn cape en geornamenteerde basis versterken zijn rol als heldhaftige figuur en symbool van hoop.
De miniatuur is volledig van kunststof en vereist montage met lijm. De kit bevat meerdere hoofdopties (met en zonder helm), een gebeeldhouwde scenic base met Imperiale overblijfselen, en uitgebreide details die hem onderscheiden van standaard Adeptus Astartes-modellen. De pose straalt kalme kracht en leiderschap uit, waarbij Guilliman met opgeheven zwaard een bevel lijkt te geven of een tegenstander confronteert.
In de spelregels van Warhammer 40,000 wordt Roboute Guilliman beschouwd als een unieke HQ-keuze voor het leger van de Ultramarines. Hij beschikt over een uitzonderlijk profiel, met verhoogde stats voor kracht, uithoudingsvermogen en aanvallen, en komt met een reeks vaardigheden die het moreel, de slagkracht en de coördinatie van nabijgelegen eenheden aanzienlijk verbeteren. Zijn speciale regels, waaronder Avenging Son en Master of Battle, maken hem tot een strategisch zwaartepunt in het spel: hij laat eenheden herrollen, verhoogt commandopunten en beschikt over indrukwekkende vecht- en schietmogelijkheden.
Guilliman is echter niet goedkoop in puntwaarde, wat betekent dat hij voornamelijk voorkomt in grotere spellen of verhalende scenario’s waarin zijn aanwezigheid thematisch gerechtvaardigd is. Zijn impact op het slagveld is desondanks enorm, en zijn combinatie van vechtkracht en strategische ondersteuning maakt hem tot een van de meest invloedrijke personages in het spel.

## Overige verschijningen
Roboute Guilliman verschijnt als speelbaar personage in de real-time strategiespel Battlefleet Gothic: Armada II. In deze game, die zich afspeelt tijdens de Gathering Storm en de daaropvolgende Indomitus-kruistocht, treedt Guilliman op als bevelhebber van de Imperial Navy-vloot in de campagne van het Imperium.